# Aleksa Šantić (plaats)
Aleksa Šantić (Servisch: Алекса Шантић) is een plaats in de Servische gemeente Sombor. De plaats telt 2172 inwoners (2002). De plaats is genoemd naar de Bosnische dichter Aleksa Šantić.